# Marum
Marum (groningués: Moarem; frisón: Mearum) es un antiguo municipio situado al norte de los Países Bajos, perteneciente a la provincia de Groninga. Ocupa una superficie de 64,9 km², de los que 0,3 km² están ocupados por el agua. En octubre de 2014 contaba con 10.297 habitantes.
El municipio lo forman la capital, de su mismo nombre, que cuenta con una iglesia reformada con elementos del siglo XII en la nave, y Boerakker, Jonkersvaart, Lucaswolde, Niebert, Noordwijk, Nuis y De Wilp. 
El municipio se encuentra situado en la frontera lingüística entre los idiomas frisón y groningués y especialmente entre la población de mayor edad se habla un dialecto del groningués cercano al frisón llamado westerkwariers. En De Wilp se habla además el frisón por haber sido fundada por trabajadores de aquel origen dedicados a la extracción de turba, que constituyó la principal riqueza del municipio hasta comienzos del siglo XX.

## Galería

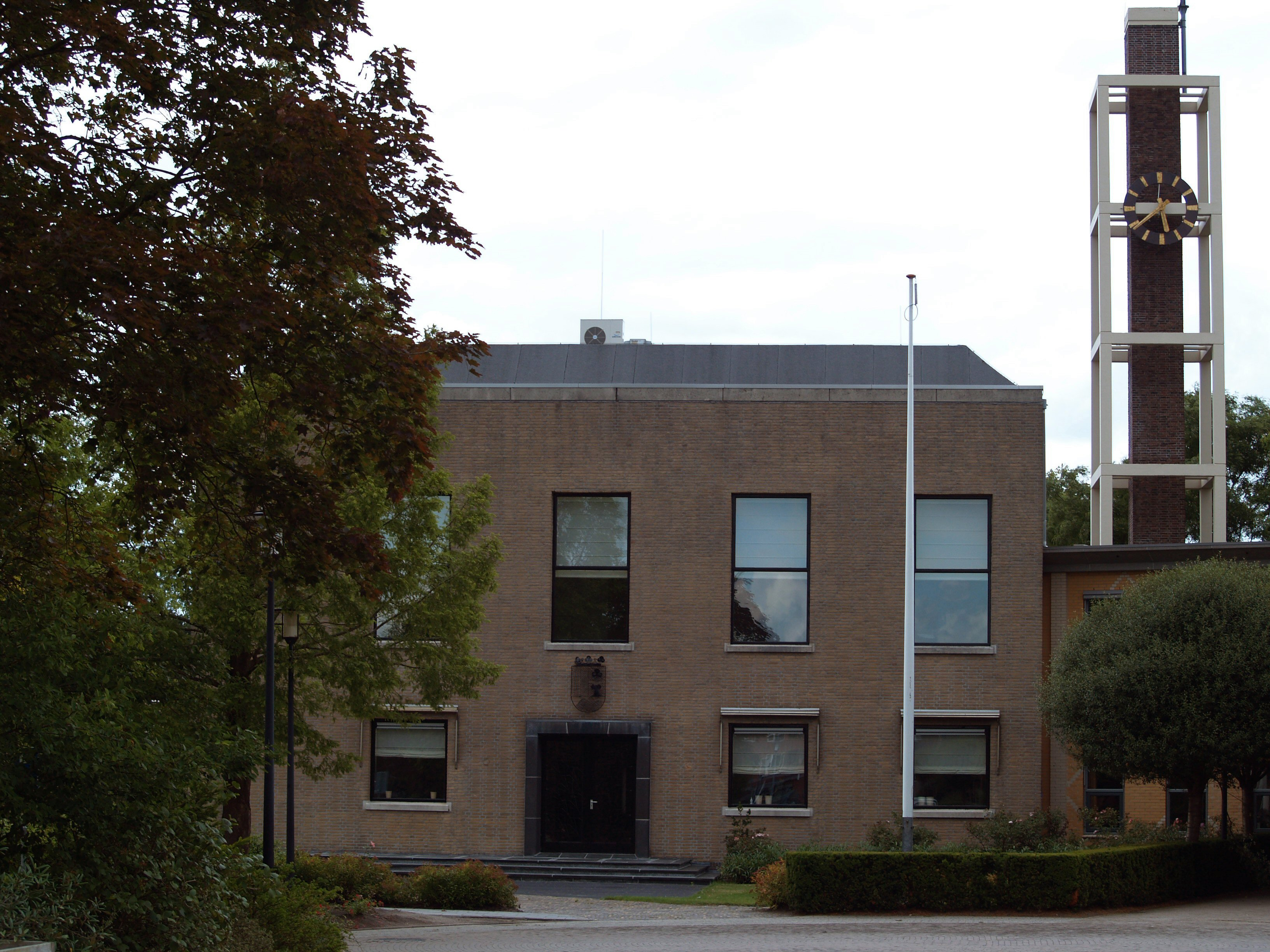
Ayuntamiento de Marum.
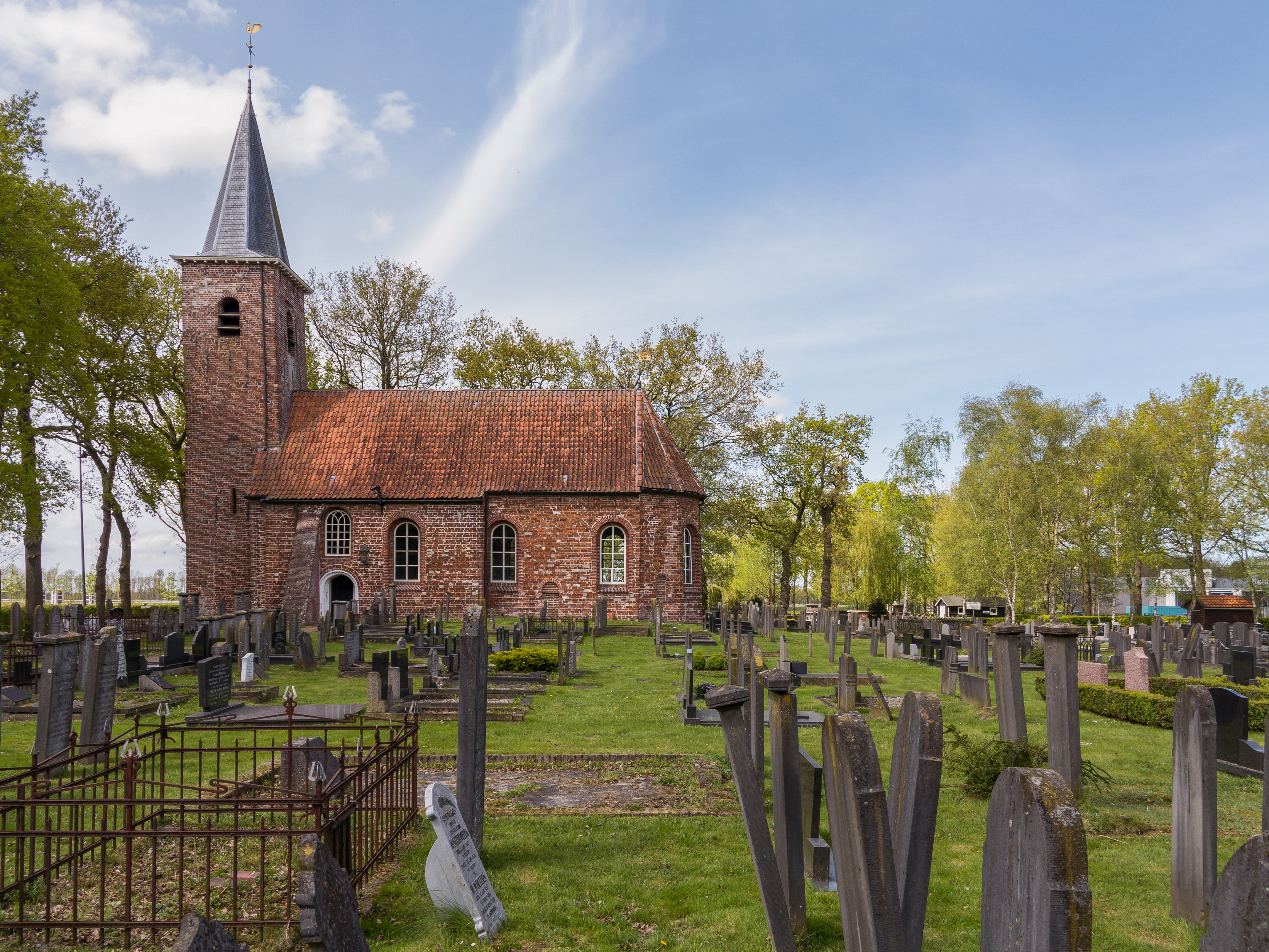
Iglesia reformada de Marum.
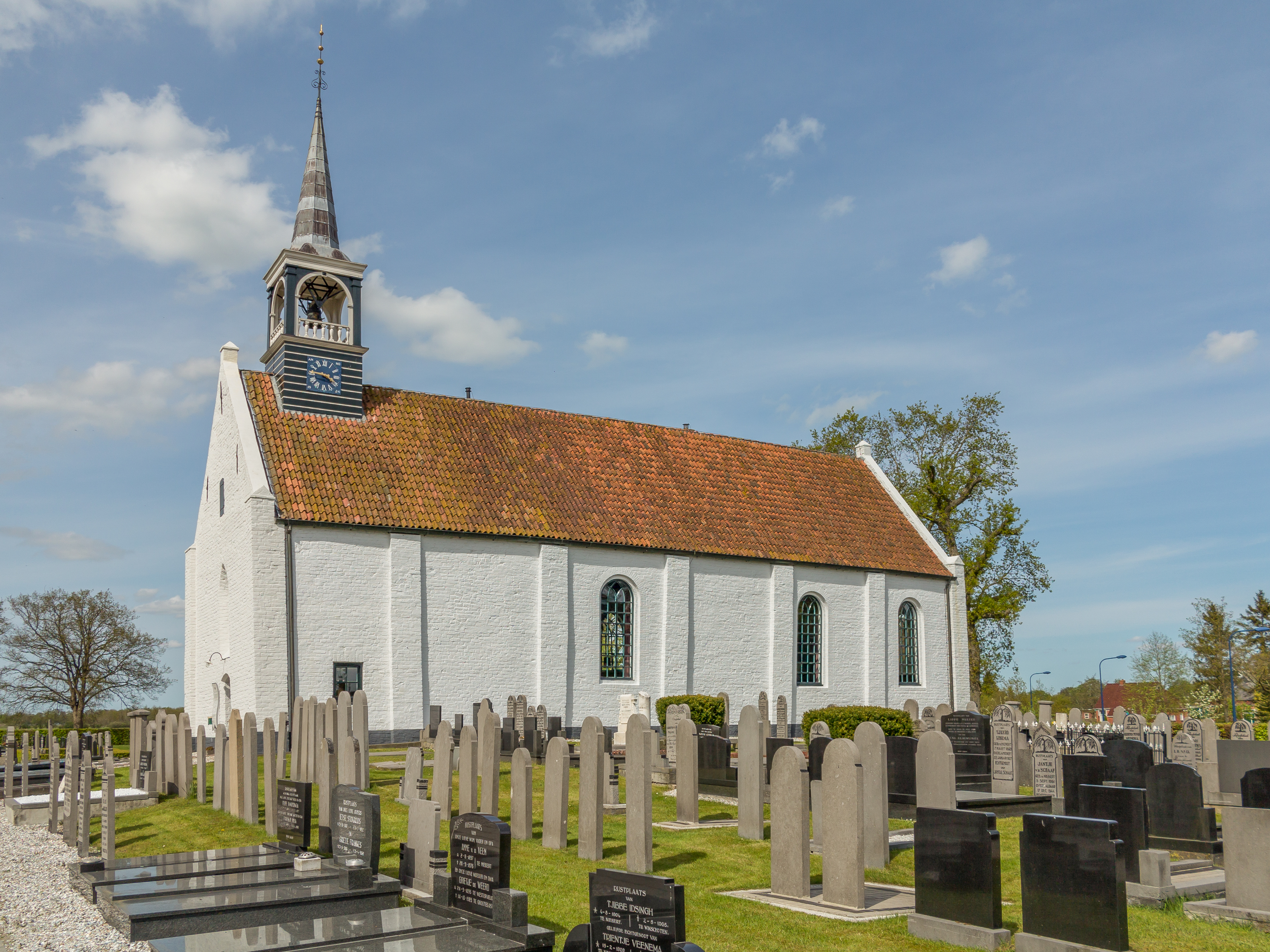
Iglesia reformada de Niebert.